# Andreia Jacinto
Andreia Jacinto, née le 8 juin 2002 à Lisbonne au Portugal, est une footballeuse internationale portugaise qui évolue au poste de milieu de terrain au sein du club espagnol de la Real Sociedad.

## Biographie

### En club
Andreia Jacinto, alors qu'elle n'a que 7 ans, devient la "socio" numéro 100 000, du Sporting Clube de Portugal. Puis commence à jouer au football pour le SU Sintrense grâce à l'influence de son frère, Leandro, qui joue pour le même club. Elle est passée par l'AFD Torre et le GD Estoril-Praia et arrive au Sporting en 2016.

#### Sporting CP (2016-2022)
Elle rejoint donc le Sporting en 2016 alors qu'elle n'a que 14 ans, et signe son premier contrat professionnel avec le club le 25 septembre 2019, à l'âge de 17 ans. International junior, il fait ses débuts dans l'équipe principale du Sporting lors de la saison 2019/20, entrant dans les dernières minutes d'un match de championnat, dans lequel le Sporting gagne contre le SC Braga. La saison suivante, elle assume le rôle de titulaire au milieu de terrain des lionnes, s'imposant comme l'une des joueuses les plus influentes de l'équipe. Elle prolonge en juin 2021, avec le club lisboète. 
Le 30 juin 2022, elle reçoit Le trophée de la meilleure jeune joueuse, de la saison 2021/22, décerné par le Syndicat des Joueurs professionnels portugais.
Au début de la saison 2022/23, elle rejoint la Real Sociedad en Espagne.

#### Real Sociedad (depuis 2022)
Le 8 juin 2022, elle signe avec la Real Sociedad, alors vice-championne de la Primera División Femenina, contrat jusqu'à la fin de la saison 2024/25.
Selon Soccerdonna, et Transfermarkt, spécialisés dans les transferts de football féminin, l'attaquante Kika Nazareth et Andreia Jacinto sont les deux seules athlètes portugaises valant plus de 100 000 euros sur le marché des transferts. Kika Nazareth, est estimée à 125 000, et Andreia à 100 000 euros

### En sélection
Elle participe aux qualifications pour le Championnat d'Europe 2018 U17, mais les jaunes lusitaniennes ratent la qualification pour le tour élite. Quelques années plus tard, elle participe aux qualifications pour le Championnats d'Europe 2020 U19. Cependant, la compétition est annulée en raison de la pandémie de COVID-19.
Andreia Jacinto fait ses débuts avec l'équipe A du Portugal le 7 mars 2020 contre la Belgique lors de l'Algarve Cup 2020, alors qu'elle n'a que 17 ans. Elle débute comme titulaire et est remplacée par Andreia Faria à la 56e minute.
Elle est initialement nommée pour participer à l'Euro 2022, mais est ensuite remplacée par Suzane Pires, en raison d'une blessure.
Le 30 mai 2023, elle fait partie de l'équipe des 23 joueuses pour la Coupe du Monde Féminine de la FIFA 2023,. Elle fait ses débuts en Coupe du Monde, lors de la défaite, 1-0 contre les Pays-Bas, remplacée par Andreia Norton à la 79e minute.

## Statistiques

### En club
| Saison                | Club                  | Championnat           | Championnat | Championnat | Coupe(s) nationale(s) | Coupe(s) nationale(s) | Compétition(s) continentale(s) | Compétition(s) continentale(s) | Compétition(s) continentale(s) | Sélection | Sélection | Sélection | Total | Total |
| Saison                | Club                  | Division              | M.          | B.          | M.                    | B.                    | Comp.                          | M.                             | B.                             | Équipe    | M.        | B.        | M.    | B.    |
| 2018-2019             | Sporting CP B         | 2 Divisão             | 19          | 2           | 0                     | 0                     | -                              | 0                              | 0                              | U17       | 14        | 2         | 33    | 4     |
| 2019-2020             | Sporting CP B         | 2 Divisão             | 5           | 1           | 0                     | 0                     | -                              | 0                              | 0                              | -         | 0         | 0         | 5     | 1     |
| Sous-total            | Sous-total            | Sous-total            | 24          | 3           | 0                     | 0                     | -                              | 0                              | 0                              | -         | 14        | 2         | 38    | 5     |
| 2019-2020             | Sporting CP           | Liga BPI              | 1           | 0           | 0                     | 0                     | -                              | 0                              | 0                              | U19 & A   | 8         | 1         | 9     | 1     |
| 2020-2021             | Sporting CP           | Liga BPI              | 23          | 2           | 3                     | 1                     | -                              | 0                              | 0                              | A         | 7         | 0         | 33    | 3     |
| 2021-2022             | Sporting CP           | Liga BPI              | 17          | 4           | 9                     | 1                     | -                              | 0                              | 0                              | A         | 10        | 0         | 36    | 5     |
| Sous-total            | Sous-total            | Sous-total            | 41          | 6           | 12                    | 2                     | -                              | 0                              | 0                              | -         | 25        | 1         | 78    | 9     |
| 2022-2023             | Real Sociedad         | finetwork Liga F      | 28          | 3           | 1                     | 0                     | LDC                            | 2                              | 0                              | A         | 10        | 0         | 41    | 3     |
| 2023-2024             | Real Sociedad         | finetwork Liga F      | 28          | 0           | 5                     | 0                     | -                              | 0                              | 0                              | A         | 14        | 1         | 47    | 1     |
| 2024-2025             | Real Sociedad         | finetwork Liga F      | 7           | 0           | 0                     | 0                     | -                              | 0                              | 0                              | A         | 1         | 0         | 8     | 0     |
| Sous-total            | Sous-total            | Sous-total            | 63          | 3           | 6                     | 0                     | -                              | 2                              | 0                              | -         | 25        | 1         | 96    | 4     |
| Total sur la carrière | Total sur la carrière | Total sur la carrière | 128         | 12          | 18                    | 2                     | -                              | 2                              | 0                              |           | 64        | 4         | 212   | 18    |

Statistiques actualisées le 30 octobre 2024

#### Matchs disputés en coupes continentales
| Matchs | Date              | Stade                              | Adversaire    | Résultat | Minutes | Compétition | Buts | Tour                           | Club          |
| ------ | ----------------- | ---------------------------------- | ------------- | -------- | ------- | ----------- | ---- | ------------------------------ | ------------- |
| 1      | 20 septembre 2022 | Estadio Zubieta XXI, San Sebastian | Bayern Munich | 0 – 1    | 45      | LDC         | 0    | Deuxième tour de qualification | Real Sociedad |
| 2      | 29 septembre 2022 | FC Bayern Campus, Munich           | Bayern Munich | 3 – 1    | 45      | LDC         | 0    | Deuxième tour de qualification | Real Sociedad |

### En sélection nationale
| Matches officiels de Andreia Jacinto en sélections portugaises au 30/10/2024 | Matches officiels de Andreia Jacinto en sélections portugaises au 30/10/2024 | Matches officiels de Andreia Jacinto en sélections portugaises au 30/10/2024 | Matches officiels de Andreia Jacinto en sélections portugaises au 30/10/2024 | Matches officiels de Andreia Jacinto en sélections portugaises au 30/10/2024 |
| Club                                                                         | V.                                                                           | N.                                                                           | D.                                                                           | Buts                                                                         |
| ---------------------------------------------------------------------------- | ---------------------------------------------------------------------------- | ---------------------------------------------------------------------------- | ---------------------------------------------------------------------------- | ---------------------------------------------------------------------------- |
| Portugal U16 (6 matchs:7.59%)                                                | 0 (00.00%)                                                                   | 2 (33.33%)                                                                   | 4 (66.67%)                                                                   | 0 (00.00 %)                                                                  |
| Portugal U17 (23 matchs:29.11%)                                              | 12 (52.17%)                                                                  | 4 (17.39 %)                                                                  | 7 (30.44%)                                                                   | 4 (66.67%)                                                                   |
| Portugal U19 (7 matchs:8.86%)                                                | 5 (71.44%)                                                                   | 1 (14.28%)                                                                   | 1 (14.28%)                                                                   | 1 (16.67%)                                                                   |
| Portugal A (42 matchs:54.44%)                                                | 24 (57.14%)                                                                  | 7 (16.67%)                                                                   | 12 (26.19%)                                                                  | 1 (16.66%)                                                                   |
| Total (79)                                                                   | 41 (51.90 %)                                                                 | 14 (17.72 %)                                                                 | 24 (30.38 %)                                                                 | 6                                                                            |

#### Buts de Andreia Jacinto en sélection A du Portugal
| Sélections | Date              | Stade                                | Adversaire | Résultat | Compétition                 | Buts |
| ---------- | ----------------- | ------------------------------------ | ---------- | -------- | --------------------------- | ---- |
| 30e        | 26 septembre 2023 | Estádio Cidade de Barcelos, Barcelos | Norvège    | 3 – 2    | Ligue des nations 2023-2024 | 1    |

## Palmarès

### Avec leSporting CPU17
- Vainqueur du Championnat AF Lisboa à 7 : 1 fois — 2016-2017

### Avec leSporting CPU19
- Vainqueur du Championnat du Portugal à 9 : 2 fois — 2016-2017, 2017-2018
- Vainqueur de la Coupe du Portugal à 9 : 1 fois — 2016-2017

### Avec leSporting CP
- Vainqueur de la Coupe du Portugal : 1 fois — 2021-2022
- Vainqueur de la Supercoupe : 1 fois — 2021
- Vice-championne du Championnat du Portugal : 3 fois — 2019-2020, 2020-2021, 2021-2022
- Finaliste de la Coupe de la ligue : 1 fois — 2020-21

### Avec leReal Sociedad
- Finaliste de la Supercopa de España 1 fois en 2023
- Finaliste de la Copa de la Reina de Fútbol 1 fois en 2023-2024